# Conor Delanbanque
Conor Delanbanque, né le 25 février 1992, est un coureur cycliste antiguais, membre de l'équipe Aminorip aux États-Unis.

## Biographie
Ancien boxeur, Conor Delanbanque a notamment représenté Antigua-et-Barbuda par le passé aux Jeux du Commonwealth. Il participe à ses premières courses cyclistes en 2017, et obtient plusieurs victoires sur des critériums américains. En 2018, il remporte notamment une étape de la Green Mountain Stage Race en troisième catégorie.
En 2019, il se distingue en devenant champion national d'Antigua-et-Barbuda à Saint-George. Il s'impose également sur la 3 Stage Race, course par étapes disputée en Antigua-et-Barbuda. Aux États-Unis, il obtient de nouveaux succès, notamment au New Haven Grand Prix, où il devance plusieurs coureurs américains en première catégorie. En octobre, il figure parmi les cyclistes antiguais sélectionnés pour participer aux championnats de la Caraïbe.

## Palmarès
- 2017
  - CRCA Fort Lee Criterium (5e catégorie)[6]
- 2018
  - Grant's Tomb Criterium (4e catégorie)[7]
  - Bear Mountain Classic (4e catégorie)[8]
  - 2e étape de la Green Mountain Stage Race (3e catégorie)
- 2019
  -  Champion d'Antigua-et-Barbuda sur route
  - 3 Stage Race :
    - Classement général
    - 2e et 3e étapes

  - New Haven Grand Prix